# Peukan Tuha
Peukan Tuha is een bestuurslaag in het regentschap Pidie van de provincie Atjeh, Indonesië. Peukan Tuha telt 485 inwoners (volkstelling 2010).